# Dendropsophus bogerti
Dendropsophus bogerti é uma espécie de anura da família Hylidae.
É endémica de Colômbia.